# Cottonworth
Cottonworth – wieś w Anglii, w hrabstwie Hampshire, w dystrykcie Test Valley. Leży 12 km na północny zachód od miasta Winchester i 101 km na południowy zachód od Londynu.